# دحام (اسم)
دحام هو اسم علم مذكر من أصل عربي، ومعناه هو وهم يكثرون من «فعال» في أسمائهم دل آلة على الكثرة ولاسيما في الجزيرة والبادية والدحام شديد المدافعة لخصمه.

## وصلات خارجية
- موسوعة السلطان قابوس لأسماء العرب نسخة محفوظة 5 أبريل 2019 على موقع واي باك مشين.